# Пегас (сузір'я)

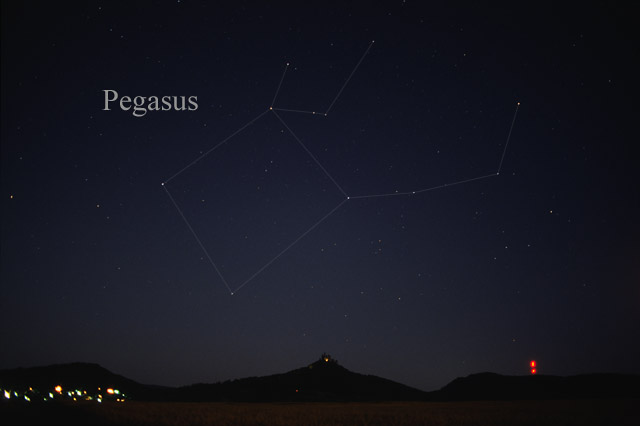
Пегас неозброєним оком

Пега́с (лат. Pegasus) — сузір'я північної півкулі неба. Одне з найбільших за площею сузір'їв, що містить 166 зірок видимих неозброєним оком.

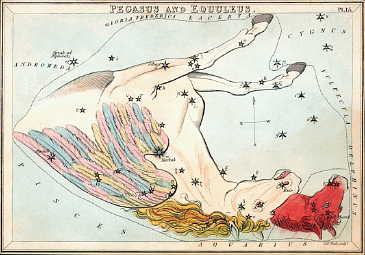
Сузір'я Пегас та Малий Кінь із «Дзеркала Уранії», набору тематичних карток опублікованого у Лондоні, бл. 1825

## Розташування на небі
Найкращі умови для спостереження ввечері протягом листопада-грудня. У вечірній час сузір'я з'являється ще влітку, над східною стороною горизонту. Зазвичай його знаходять на небі, як продовження на захід ланцюжка зірок Андромеди. Остання зліва зоря цього ланцюжка — Альферац (α Андромеди) — це північно-східний кут астеризма Великий Квадрат.
На старовинних картах сузір'я зображують «догори ногами». Шия та голова коня — ланцюжок зірок від Маркаба (південно-західний кут Великого Квадрата) до Еніфа, два інших ланцюжки, що відходять від Шеата— його «передні ноги».

## Зорі
Найяскравіші зірки в сузір'ї Пегаса: ε Пегаса — 2,38 m та Маркаб (α) — 2,49 m. Досить яскрава зірка β Пегаса є напівправильною змінною зорею, блиск якої змінюється від 2,4 m до 2,8 m без вираженого періоду.
Переклади з арабської мови назв найяскравіших зірок сузір'я: Маркаб — «Сідло» або «Віз», Шеат — «Плече», Альгеніб — «Пуп Коня», Еніф — «Ніс».

## Примітні об'єкти
- α (Маркаб), β (Шеат), γ (Альгеніб) Пегаса разом із зіркою α Андромеди (Альферац) утворюють астеризм Великий Квадрат Пегаса. У Пегасі немає зорі, поміченої літерою δ; Альферац, що перебуває на межі Пегаса і Андромеди, був в 1928 році остаточно віднесений до Андромеди.
- M15 — велике кулясте скупчення біля «голови» (ε Peg, Еніф) Пегаса.
- NGC 7331 — т. зв. сейфертівська спіральна галактика, зображення якої часто використовують для того, щоб дати уявлення про зовнішній вигляд нашої Галактики.
- 51 Пегаса — перша зірка сонячного типу, у якої була виявлена екзопланета.
- Квінтет Стефана — група з п'яти взаємодіючих галактик, які зіткнулися поміж собою[1][2].